# Iophon piceus
Iophon piceus är en svampdjursart som först beskrevs av Vosmaer 1882.  Iophon piceus ingår i släktet Iophon, och familjen Iophonidae. Arten är reproducerande i Sverige.